# Механіка серця
Механіка серця (фр. Jack et la mécanique du cœur) — французький анімаційний фантастичний фільм 2013 року, заснований на концептуальному альбомі французького рок-гурту Dionysos та на ілюстрованому романі «La Mécanique du cœur», написаному солістом гурту Матіасом Мальзьє.

## Сюжет
Події відбуваються в Единбурзі у 1874 році. Під час дуже холодної зими народився Джек. З народження йому не пощастило — його, невинного і безпорадного немовляти, мати кинула прямо на вулиці. Однак, не судилося Джеку померти, хоча його серце вже перетворилося на крижинку, його підібрала Мадлен — добра чарівниця, а за сумісництвом доктор-акушер. Вона вставила Джеку замість серця годинник і виходила його. Джек зможе жити далі, якщо тільки ніколи не буде злитися і не закохається. Його годинниковий механізм занадто крихкий для емоційних переживань. Йшов час, хлопчик виріс. І Джек порушив основну заборону — він закохався.

## У ролях
Ролі озвучували
| Актор           | Роль             |
| --------------- | ---------------- |
| Матіас Мальзьє  | Джек             |
| Олівія Руїс     | Місс Акація      |
| Гран Кор Маляд  | Жое              |
| Жан Рошфор      | Мельєс           |
| Россі де Пальма | Луна             |
| Артур Аш        | Артур            |
| Дані            | Бріжит Гелм      |
| Ален Башунг     | Джек-Різник      |
| Cali            | людина, що плаче |